# Oliero
Oliero is een plaats (frazione) in de Italiaanse gemeente Valstagna.